# Арисугава-но-мия Тарухито
Принц Тарухито из линии Арисугава (яп. 有栖川宮熾仁親王 Арисугава-но-мия Тарухито-Синно:,  17 марта 1835, Киото — 15 января 1895, Кобе) — начальник Генерального штаба Императорской армии (1885—1888, 1889—1895), 9-й глава дома Арисугава-но-мия (1871—1895), представитель одной из младших ветвей японской императорской фамилии (синнокэ), кадровый офицер японской императорской армии.

## Ранняя жизнь
Принц Арисугава Тарухито родился в Киото в 1835 году. Старший сын принца Арисугава Такахито (1813—1886), 8-го главы дома Арисугава-но-мия (1845—1871). Он был усыновлен императором Нинко в качестве потенциального наследника императорского престола. Таким образом, Тарухито стал приемным братом Сахито-Синно (будущего императора Комэя). Принц Арисугава был близким советником императоров Комэя и Мэйдзи.
8 августа 1861 года принц Арисугава Тарухито был обручен с принцессой Кадзу-но-мия Тикако (1846—1877), восьмой дочерью императора Нинко. Однако помолвка была отменена по распоряжению бакуфу Токугава. В 1862 году принцесса Кадзу-но-мия Тикако стала женой сёгуна Токугава Иэмоти (1846—1866), правившего в 1858—1866 годах.
По иронии судьбы, первой женой принца Арисугава была Садако (1850—1872), одиннадцатая дочь Токугава Нариаки (1800—1860), даймё Мито-хана (1829—1844). Его второй женой стала Тадако (1855—1923), дочь графа Мидзогути Наохиро (1819—1874), бывшего даймё Сибата-хана (1838—1867). Однако оба его брака оказались бездетными.

## Реставрация Мэйдзи

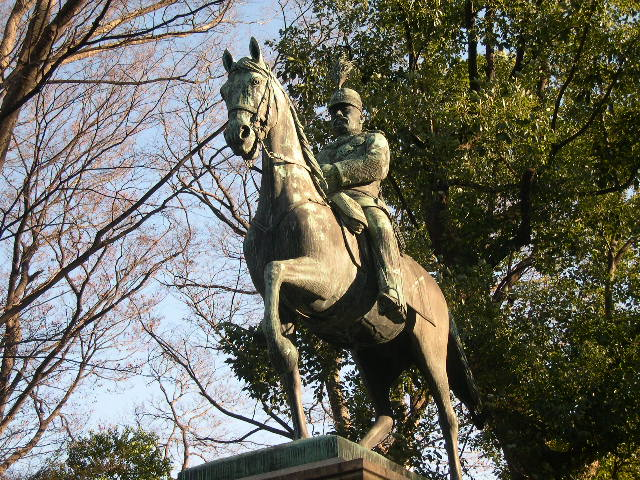
Памятник принцу Арисугаве Тарухито в Мемориальном парке Арисугава в Токио

В 1867 году император Мэйдзи назначил принца Арисугаву Тарухито сосаем (фактически главным министром) и передал под его командование императорскую армию для борьбы с последними сторонники сёгуната Токугава в Войне Босин (1868—1869). Принц Арисугава сражался в битве при Тоба-Фусими, затем двинулся вверх по Токайдо и 3 мая 1867 года принял капитуляцию Эдо от своей экс-невестки, принцессы Кадзу. Принц Арисугава позднее руководил главной правительственной армией при подавлении Сацумского восстания в 1877 году. Ему было присвоено почетное звание генерала в 1878 году.
С 1870 года до создания Кабинета министров Японии в 1885 году принц Арисугава Тарухито занимал пост Дайдзё-дайдзина или лорда-председателя Государственного Совета. В 1871 году он был назначен губернатором префектуры Фукуока. С 1876 года он занимал пост председателя гэнроина (высшего законодательного органа Японии). В 1882 году принц Арисугава отправился с визитом в Санкт-Петербург, где познакомился с российским императором Александром III в качестве официального посланника от императора Мэйдзи.
В 1889—1895 годах принц Арисугава Тарухито занимал должности начальника Генерального штаба Императорской армии Японии и члена Высшего военного совета.
В 1894 году принц Арисугава был назначен официально главнокомандующим японских войск в Первой японо-китайской войне (1894—1895), избрав своей штаб-квартирой Хиросиму. Принц заразился брюшным тифом (или, возможно, малярией) и вернулся во дворец Арисугава в Майко возле Кобе, чтобы восстановить свои силы, но скончался 15 января 1895 года. Посмертно был награждён императором Мэйдзи Высшим Орденом Хризантемы. 29 января 1895 года принц Арисугава был удостоен государственных похорон в Токио. Его сводный брат, принц Такэхито Арисугава (1862—1913), стал 10-м главой дома Арисугава-но-мия (1895—1913).

## Наследие
На месте дворца Арисугава и его садов сейчас находится Мемориальный парк Арисугава (квартал Адзабу, район Минато, Токио), который открыт для широкой общественности. Хотя принц Тарухито намеревался провести свои последние дни в этом дворце, он умер, так и не попав туда. На пожертвования Ояма Ивао, Сайго Цугумити и Ямагата Аритомо в 1903 году был создан памятник принцу Арисугава на коне перед воротами Генерального штаба Императорской армии Японии. В 1962 году памятник был перенесён в Мемориальный парк Арисугава.